# Zoarces gillii
Zoarces gillii és una espècie de peix de la família dels zoàrcids i de l'ordre dels perciformes.

## Hàbitat
És un peix de clima temperat i demersal.

## Distribució geogràfica
Es troba al Mar Groc i des del Japó fins a l'est de Corea.

## Observacions
És inofensiu per als humans.